# Nihat Altınkaya
Nihat Alptuğ Altınkaya (* 28. September 1979 in Karabük) ist ein türkischer Schauspieler und Model.

## Leben und Karriere
Nihat Altınkaya wurde am 28. September 1979 in Karabük geboren. Seine Familie stammt aus Rize und er hat zwei Geschwister. Später zog er nach Istanbul. Sein Debüt gab er 2006 in der Fernsehserie Binbir Gece. Anschließend trat Altıkaya 2009 in Yaprak Dökümü auf. Im selben Jahr heiratete er İmre Altınkaya. 2010 war er in dem Film Turquaze zu sehen.
Anschließend bekam er in dem Film En Mutlu Olduğum Yer die Hauptrolle. Zwischen 2017 und 2019 bekam er eine Rolle in Söz. Von 2022 bis 2023 wurde er für die Serie Kuruluş Osman gecastet. Seit 2023 spielt Altıkaya in Al Sancak eine Nebenrolle.

## Filmografie (Auswahl)
Filme
- 2009: Aşk Üçgeni
- 2010: En Mutlu Olduğum Yer
- 2010: Turquaze

Serien
- 2006: Binbir Gece
- 2007: Menekşe ile Halil
- 2007: Tal der Wölfe – Hinterhalt
- 2009: Dudaktan Kalbe
- 2009: Yaprak Dökümü
- 2009–2010: Kahramanlar
- 2015: Karadayı
- 2015: Medcezir
- 2015: Kara Ekmek
- 2016: Yüksek Sosyete
- 2017–2019: Söz
- 2021: Teşkilat
- 2022–2023: Kuruluş Osman
- seit 2023: Al Sancak